# Mary Leakey
Mary Leakey (Londres, 6 de fevereiro de 1913 – Nairóbi, 9 de dezembro de 1996) foi uma arqueóloga e antropóloga britânica.
Descobriu os primeiros fósseis do Proconsul, um gênero de primatas fósseis que viveram no Mioceno africano, de 14 a 18 milhões de anos atrás. O proconsul é considerado um antropoide muito primitivo que já apresentava traços dos símios, como a ausência de cauda, mas ainda conservava alguns dos macacos.

## Biografia
Filha de  Erskine Edward Nicol e Cecilia Marion (Frere) Nicol, Mary Leakey nasceu em 6 de fevereiro de 1913, em Londres.
Seu pai era um pintor que viajava o mundo retratando paisagens. Mary desenvolveu o gosto pela aventura logo cedo. Em 1925, aos 12 anos, começou a escavar uma caverna na França, onde sua família estava morando. Seu interesse pela pré-história foi despertado, e ela passou a colecionar as ferramentas que encontrava, criando seu primeiro sistema de classificação. Por parte de mãe, Leakey era tetraneta do arqueólogo inglês John Frere (1740 – 1807).
Leakey também fazia ilustrações dos objetos que encontrava. Em 1932, seu trabalho chamou a atenção da famosa arqueóloga Gertrude Caton–Thompson, que a convidou para acompanhá-la em suas jornadas. Como artista e arqueóloga amadora, a britânica participou de expedições e, numa delas, conheceu Louis S. B. Leakey, que precisava de uma ilustradora, à época. Enquanto trabalhavam juntos, eles se apaixonaram e mantiveram um romance, apesar de Louis ser então casado.

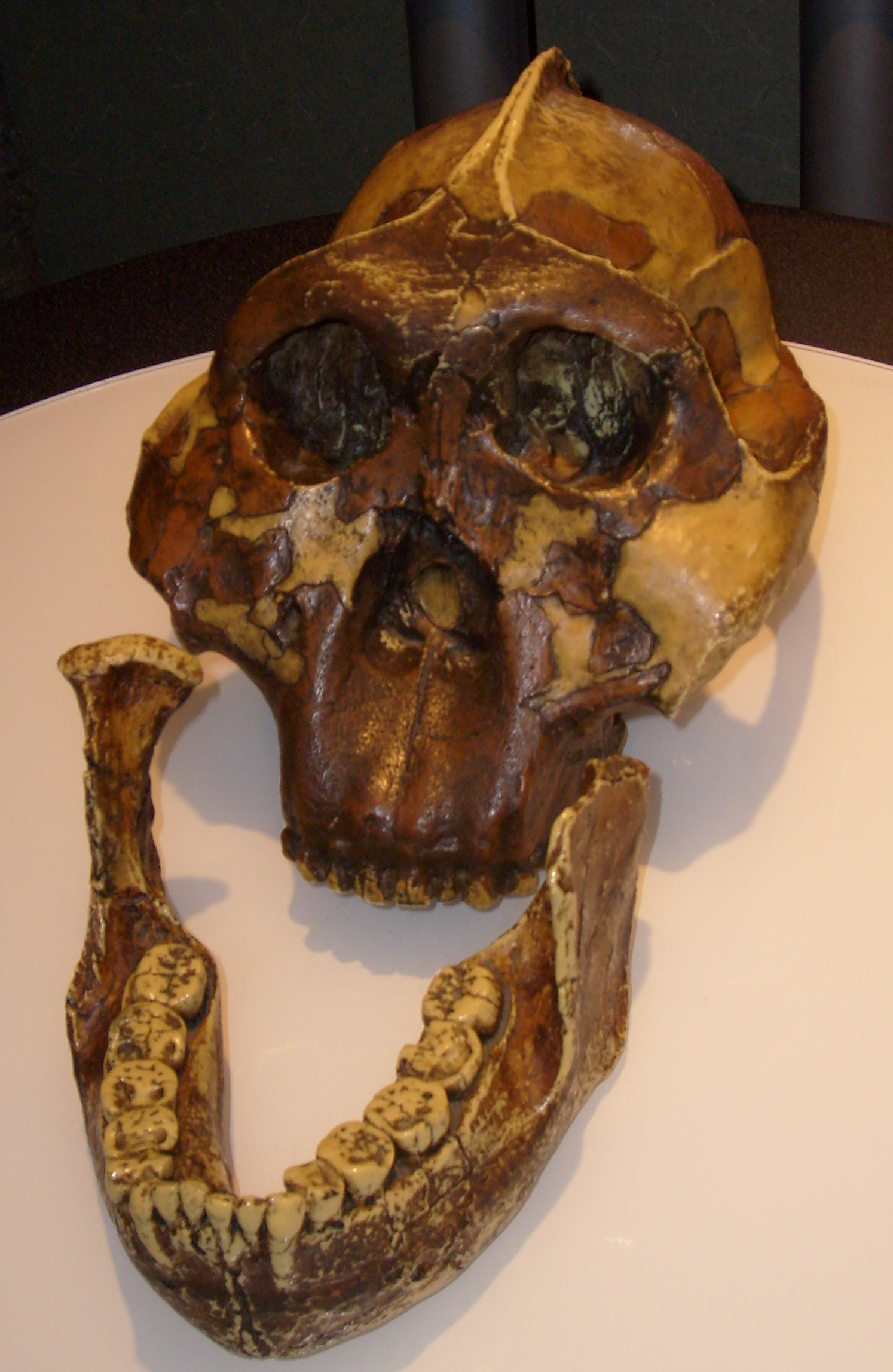
Réplica de um Australopithecus boisei caveira descoberta por Mary Leakey em 1959

Louis e Mary Leakey tiveram três filhos ao longo da década de 1940. Os garotos passaram a maior parte da infância em sítios arqueológicos. Os Leakeys faziam escavações e explorações em família. As primeiras pesquisas e descobertas de Mary foram publicadas por seu marido. Em 1960, ela se tornou diretora de escavações na garganta de Olduvai, na África. Com a morte do marido, em 1972, Mary e os três filhos mantiveram vivo o interesse pela arqueologia, criando uma tradição de familiar na área.
Mary morreu em 9 de dezembro de 1996, em Nairóbi, no Quênia aos 83 anos de idade.  Paleoantropóloga de renome, é reconhecida não só por suas próprias pesquisas, mas também por sua significativa contribuição para as de seu marido e de seus filhos - Richard, Philip e Jonathan.

## Livros
- Excavations at Njoro River Cave, 1950, with Louis;
- Olduvai Gorge: Excavations in Beds I and II, 1960-1963, 1971;
- Olduvai Gorge: My Search for Early Man, 1979;
- Africa's Vanishing Art: The Rock Paintings of Tanzania, 1983.